# Другарице за касне сате
Другарице за касне сате је дебитантски студијски албум фолк певачице Јоване Типшин, издат 1994. године за ПГП РТС. Пратеће вокале певала је Јелена Живановић, а на песмама је радио Драган Брајовић Браја. Снимљен је музички спот за песму Наранџа.

## Списак песама
Аутор(и) свих текстова: Драган Брајовић Браја, аутор(и) свих песама: Драган Брајовић Браја.
| №  | Назив                   | Трајање |  |
| 1. | Да је среће             | 3:02    |  |
| 2. | Идемо                   | 3:04    |  |
| 3. | Наранџа                 | 2:51    |  |
| 4. | Одлазим                 | 3:32    |  |
| 5. | Све туђе сузе           | 2:52    |  |
| 6. | Једна ко ниједна        | 3:43    |  |
| 7. | Другарице за касне сате | 3:02    |  |
| 8. | Путуј даље              | 3:27    |  |